# 瀬能礼子
瀬能 礼子（せのう れいこ、1933年7月1日 - 2017年8月8日）は、日本の女優、声優。東京都出身。本名は玉置礼子（たまき れいこ）。

## 来歴・人物
頌栄女学校中退。
運命座、新派、劇団東芸を経て、1956年にテアトル・エコーに入団。
2017年8月8日に死去。84歳没。葬儀は親族で行った。

## 出演
太字はメインキャラクター。

### 吹き替え

#### 映画
- 愛は霧のかなたに（ロズ・カー〈ジュリー・ハリス〉）※ソフト版
- 逢う時はいつも他人（〈バーバラ・ラッシュ〉）※NET版
- 青いガーデニア（〈アン・バクスター〉）
- 赤毛のアン各作品（レイチェル・リンド〈パトリシア・ハミルトン〉）※ソフト版
- 偽りの花園（〈ベティ・デイヴィス〉）
- 美しき冒険（フランソワーズ〈ブルーニ・ルーベル〉）※NHK版
- カーリー・スー（アーノルド夫人〈バーバラ・ターバック〉）※ソフト版
- ガバリン（フーパーおばさん〈スーザン・フレンチ〉）※テレビ朝日版
- ガンファイターの最後（クレア・クィンタナ〈レナ・ホーン〉）※フジテレビ版
- 危険な情事（ジョーン〈メグ・マンディ〉）※フジテレビ版
- 吸血鬼の接吻（サビーナ・ラヴナ〈ジャッキー・ウォーリス〉）※TBS版（DVD収録）
- 巨大なる戦場（エマ・マーカス〈アンジー・ディキンソン〉）
- コクーン（ロージー〈ヘルタ・ウェア〉）※テレビ朝日版（DVD収録）
- サーカスの世界（リリー〈リタ・ヘイワース〉）※日本テレビ版
- シザーハンズ（キムおばあちゃん〈ウィノナ・ライダー〉）※ソフト版
- 硝煙（アン〈ヴァージニア・メイヨ〉）
- スカーフェイス（トニーの母親〈ミリアム・コロン〉）※テレビ朝日版
- スタートレックIV 故郷への長い道（アマンダ・グレイソン〈ジェーン・ワイアット〉）※ソフト版
- スパングリッシュ 太陽の国から来たママのこと（エヴェリン・ライト〈クロリス・リーチマン〉）
- 戦争と平和（アンナ・パーブロヴナ・シェーレル〈A・ステパノワ〉）※VHS版
- 大地（〈ルイゼ・ライナー〉）
- ダイナマイト・ジャック（〈エレオナラ・パスカル〉）
- 断崖（ジョーン・フォンテイン）※フジテレビ版
- 小さな恋のメロディ（ミセス・パーキンス〈ケイト・ウィリアムス〉）※NET版（DVD収録）
- 妻ゆえに（〈ルシル・ボール〉）※東京12チャンネル版
- 鉄道員（サラ・マルコッチ〈ルイザ・デラ・ノーチェ〉）※テレビ朝日新録版
- デッドゾーン（ヴェラ〈ジャッキー・バロウズ〉）※テレビ朝日版（DVD収録）
- トッツィー（リタ〈ドリス・ベラック〉）※フジテレビ版（デラックスエディションBlu-ray収録）
- 賭博者
- 尼僧物語（マザー・マルセラ〈ペギー・アシュクロフト〉）※NET版（DVD収録）
- バイオ・エイリアン/新種誕生（ディディ・ウィルケンス〈ジョイ・コグヒル〉）※テレビ朝日版
- 母の旅路（ホリー〈ラナ・ターナー〉）※NET版
- 版逆者（〈ラナ・ターナー〉）
- 北京の55日
- 僕は御免だ（〈リリー・パルマー〉）
- マネー・ピット（エステル〈モーリン・ステイプルトン〉）※ソフト版
- 夜は帰って来ない（ベイビー・ウォーレン〈ジョーン・フォンテーン〉）
- リトル・モー（〈アン・バクスター〉）
- 恋愛超特急（〈アンネ・トリオラ〉）

#### ドラマ
- アイ・ラブ・ルーシー（ルーシー・リカード〈2代目〉）
- アルプスの少女ハイジ(BBC)（おばあさん〈フローラ・ロブソン〉）※ソフト版
- 海賊船サルタナ
- 刑事コロンボ 美食の報酬（メアリー・チョーイ〈フランス・ニュイエン〉）
- 水車小屋の宝（アダムス）
- 0011ナポレオン・ソロ #25（フリン / バーバラ・シェリー）
- 逃亡者 #93、#99
- V（エレノア〈ネヴァ・パターソン〉）※ソフト版
- 弁護士ペリーメイスン（デラ・ストリート）※NET版
- マペット・ショー（ミルドレット）
- 名探偵ポワロ「盗まれたロイヤル・ルビー」
- 夜はやさしく（ケーテ）

#### アニメ
- 怪獣王ターガン（マーミ）
- コルドロン（オルゴ）
- ダンボ（メイトリアーク）※1983年再公開版
- 101匹わんちゃん（ルーシー）
- 不思議の森の妖精たち（マジー・ルーン）

### テレビアニメ
1963年
- 鉄腕アトム (アニメ第1作)

1969年
- どろろ（お自夜）
- ひみつのアッコちゃん（1969年 - 1970年、アッコのママ、女神、清子）
- ムーミン（1969年 - 1972年、アンドリ、女王、妃 他） - 2シリーズ

1970年
- 魔法のマコちゃん

1971年
- 原始少年リュウ（1971年 - 1972年、リュウの母）

1972年
- 正義を愛する者 月光仮面（老婆 / サタンの爪）

1973年
- 空手バカ一代（1973年 - 1974年）
- 山ねずみロッキーチャック（ロッキーママ）
- ワンサくん（幸太の母）

1977年
- 激走!ルーベンカイザー（速水美子）

1980年
- 銀河鉄道999（星の女王）

1983年
- スプーンおばさん（スプーンおばさん）

1988年
- ハーイあっこです（坂本セツコ）

1990年
- 三丁目の夕日

1998年
- MASTERキートン（老婦人）

2003年
- 明日のナージャ（院長先生）

2008年
- true tears（乃絵のおばあちゃん）

### 劇場アニメ
1970年
- 海底3万マイル（イサムの母）

1972年
- パンダコパンダ（おばあちゃん）

1982年
- 対馬丸 —さようなら沖繩—（ミツ）

1985年
- ごんぎつね（八重）

1987年
- 王立宇宙軍 オネアミスの翼（記録映画ナレーション）

1990年
- 走れ!白いオオカミ

2010年
- 東のエデン 劇場版II Paradise Lost（北林とし子）

### OVA
- 銀河英雄伝説外伝 千億の星、千億の光（1998年、クーリヒ）

### 特撮
1974年
- SFドラマ 猿の軍団（ラルゴの声、ハイポの声）
- 仮面ライダーX（ムカデヨウキヒの声）

1975年
- SFドラマ 猿の軍団（ペペの母の声）
- 仮面ライダーストロンガー（ヘビ女の声）

1976年
- 超神ビビューン（1976年 - 1977年、カガミラーの声、再生カガミラーの声、再生イスマの声）

1981年
- 太陽戦隊サンバルカン（バラモンガーの声）

1985年
- 兄弟拳バイクロッサー（守護神ペガサスの声）

### テレビドラマ
- ハローCQ（東京12チャンネル）
- 鬼平犯科帳 (松本幸四郎)（1970年、NET / 東宝）
- パパと呼ばないで
- 水もれ甲介
- 伝七捕物帳 第81話「罠を斬った包丁」（1975年、日本テレビ）
- 熱中時代 先生編 第2シリーズ
- 虹色定期便（1997年、NHK教育） - 正代

### ナレーション
- レモンの天使 ※太田淑子の後任
- ザ・ワイド
- 世界の決定的瞬間「ザ・ショックス」シリーズ

### その他テレビ
- ゆうどきネットワーク「教えて！おばあちゃん」（トキばあちゃん）